# Kaliumfosfonaten
Kaliumfosfonaten is het mengsel van kaliumwaterstoffosfonaat (KH2PO3, CAS-nummer 13977-65-6) en dikaliumfosfonaat  (K2HPO3, CAS-nummer 13492-26-7) dat men verkrijgt door de reactie van fosfonzuur (H3PO3) met kaliumhydroxide (KOH).

## Toepassing
De Europese Commissie heeft deze stof goedgekeurd als fungicide en opgenomen in de lijst van toegelaten gewasbeschermingsmiddelen, met ingang van 1 oktober 2013. De stof is werkzaam tegen verschillende schimmelziekten op wijnstokken.

## Eigenschappen
Kaliumfosfonaten zijn volledig mengbaar met water. Ze zijn niet toxisch of irriterend en evenmin genotoxisch of carcinogeen.